# 鳞矔
鳞矔（？—？），子姓，鳞氏，名矔，又称东乡矔，是公子鳞的儿子，宋桓公的孙子 ，宋国司徒。
前620年夏季四月，宋成公薨。这时候公子成做右师，公孙友做左师，乐豫做司马，鳞矔做司徒，公子荡做司城，华御事做司寇。宋昭公准备杀死公子们。乐豫谏言劝阻，宋昭公不听。宋国的穆族和襄族率领国人攻打宋昭公，在宫里杀了公孙固和公孙郑。六卿和公室讲和，乐豫将司马的官职让给宋昭公的弟弟公子卬。
前611年，华元做右师，公孙友做左师，华耦做司马，鳞矔做司徒，荡意诸做司城，公子朝做司寇。

## 子孙
- 子：文，司徒
  - 孙：子奏，大司寇
    - 曾孙：鳞朱，小司寇[3]